# Tini titánok (képregény)
A Tini titánok, más néven az Új titánok, röviden Titánok eredeti nevén Teen Titans, a DC Comics egyik kitalált szuperhőscsapata. A csapattagok első megjelenése a Brave and the Bold 54. számában volt, 1964 júliusában. A Tini titánok nevű csapatként való első szereplésük néhány hónappal később, a Brave and the Bold 60. száma volt. Amint a csapat neve is sugallja a tagok elsősorban serdülőkorú szuperhősök. A csapat első kalandja alkalmával, mint az Igazságliga fiatal megfelelője mutatkozott be. A csapat tagjai idősebb szuperhősök csatlósai voltak, így Robin Batman, Kid Flash Flash és Aqualad pedig Aquaman ifjú társa volt.
Második megjelenésekor a csapathoz csatlakozott Donna Troy, Wonder Girl néven, aki Wonder Woman, a Csodanő ifjú megfelelője volt. Donna nyomán még számos új szereplő született, sokuk már felnőtt megfelelő nélkül. A legismertebbek Cyborg, Csillagtűz (Csillagfény), Alakváltó (Gézengúz - BeastBoy), és Raven (Holló)